# 默兹河桥村
默兹河桥村（法語：Pont-sur-Meuse，法語發音：[pɔ̃ syʁ møz]，意即为“默兹河上的桥”）是法国默兹省的一个市镇，位于该省东南部，属于科梅尔西区。

## 地理
默兹河桥村（48°48'6"N, 5°32'53"E）面积3.63 平方千米，位于法国大東部大區默兹省，该省份为法国西北部内陆省份，北与比利时接壤，西接马恩省和阿登省，南至上马恩省和孚日省，东临默尔特-摩泽尔省。
与默兹河桥村接壤的市镇（或旧市镇、城区）包括：默兹河畔邦库尔、莱鲁维尔、梅克兰、瓦东维尔。

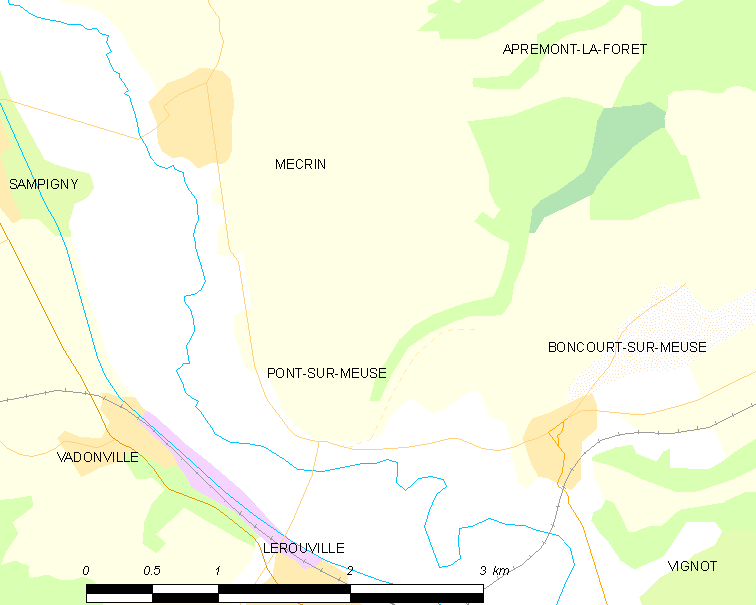
默兹河桥村的OSM定位图

默兹河桥村的时区为UTC+01:00、UTC+02:00（夏令时）。

## 行政
默兹河桥村的邮政编码为55200，INSEE市镇编码为55407。

## 政治
默兹河桥村所属的省级选区为科梅尔西县。

## 人口

1962-2008年间默兹河桥村人口变化图示

默兹河桥村于2022年1月1日时的人口数量为132人。